# Liolaemus poconchilensis
Espèce
Liolaemus poconchilensis est une espèce de sauriens de la famille des Liolaemidae.

## Répartition
Cette espèce se rencontre :
- au Pérou ;
- au Chili dans la région d'Arica et Parinacota.

## Étymologie
Son nom d'espèce, composé de poconchil et du suffixe latin -ensis, « qui vit dans, qui habite », lui a été donné en référence au lieu de sa découverte, la ville de Poconchile.

## Publication originale
- Valladares, 2004 : Nueva especie de lagarto del género Liolaemus (Reptilia: liolaemidae) del norte de Chile, previamente confundido con Liolaemus (=phrynosaura) reichei. Cuadernos de Herpetología, vol. 18, no 1, p. 43-53 (texte intégral).